# Isola di Pantelleria: Montagna Grande e Monte Gibele
Isola di Pantelleria: Montagna Grande e Monte Gibele este o arie protejată (arie specială de conservare — SAC, sit de importanță comunitară — SCI) din Italia întinsă pe o suprafață de 3.099 ha, integral pe uscat.

## Localizare
Centrul sitului Isola di Pantelleria: Montagna Grande e Monte Gibele este situat la coordonatele 36°47′15″N 11°59′59″E / 36.7875°N 11.999722°E.

## Înființare
Situl Isola di Pantelleria: Montagna Grande e Monte Gibele a fost declarat sit de importanță comunitară în septembrie 1995 pentru a proteja 37 de specii de animale. Situl a fost protejat și ca arie specială de conservare în decembrie 2015.

## Biodiversitate
Situată în ecoregiunea mediteraneană, aria protejată conține 8 habitate naturale: Pseudostepă cu ierburi și specii anuale de Thero-Brachypodietea, Pante stâncoase silicioase cu vegetație casmofită, Păduri de pin mediteraneene cu pini mezogeni endemici, Păduri de Quercus ilex și Quercus rotundifolia, Matorral arborescenți cu Juniperus spp., Iazuri temporare mediteraneene, Câmpuri de lavă și excavații naturale, Tufărișuri termo-mediteraneene și de pre-deșert.
La baza desemnării sitului se află mai multe specii protejate:
- păsări (35): Apus pallidus, stârc roșu (Ardea purpurea), șorecarul comun (Buteo buteo), ciocârlie-cu-degete-scurte (Calandrella brachydactyla), bătăuș (Calidris pugnax), barză albă (Ciconia ciconia), barză neagră (Ciconia nigra), erete de stuf (Circus aeruginosus), porumbel gulerat (Columba palumbus), prepeliță (Coturnix coturnix), cuc (Cuculus canorus), gușă vânătă (Cyanecula svecica), egretă mică (Egretta garzetta), Falco eleonorae, șoim călător (Falco peregrinus), șoimul rândunelelor (Falco subbuteo), muscar-gulerat (Ficedula albicollis), piciorong (Himantopus himantopus), rândunică (Hirundo rustica), capîntortură (Jynx torquilla), pescăruș-cu-cap-negru (Larus melanocephalus), prigoare (Merops apiaster), gaia neagră (Milvus migrans), gaia roșie (Milvus milvus), mierlă de piatră (Monticola saxatilis), stârc de noapte (Nycticorax nycticorax), pietrar sur (Oenanthe oenanthe), vultur pescar (Pandion haliaetus), viespar (Pernis apivorus), Phoenicopterus ruber, codroșul de pădure (Phoenicurus phoenicurus), mărăcinar (Saxicola rubetra), Sylvia sarda, silvie de tufiș (Sylvia undata), pupăză (Upupa epops)
- nevertebrate (1): Myrmecophilus baronii
- reptile (1): țestoasă bănățeană (Testudo hermanni)

Pe lângă speciile protejate, pe teritoriul sitului au mai fost identificate 64 de specii de plante, 2 specii de păsări, 1 specie de mamifere, 64 de specii de nevertebrate, 2 specii de reptile.